# Darányi János
Darányi János (Andornak, 1819. július 6. – Arad, 1889. május 12.) Arad város főorvosa.

## Élete
Darányi József kőművesmester és Kecseg Mária fia volt. Apja Heves mezővárosba költözött, így itt nevelkedett. A gimnázium 1. és 2. osztályát Pesten, a 3–6. Miskolcon, a 7. Egerben, a 8. ismét Pesten végezte, ahol az egyetemen az orvosi tanfolyamot hallgatta és 1845. június 22.-én orvosdoktorrá avatták. Azután Bécsbe ment és Rokitanszky, Hebra és Schuh előadásait hallgatta 1846 januárjáig, ekkor gyakorlóorvos lett Hevesen, de csakhamar Egerbe költözött. A szabadságharcban eleinte a 49. honvédzászlóalj főorvosa, a Budai vár bevételekor osztályos főorvos, utoljára a komáromi összes kórházak igazgató főorvosa volt dr. Rédey halála (szeptember 26.) után a vár átadásáig. A szabadságharc befejeztével Balassa János tanár mellett tanszéki segédként működött három évig; ekkor Ókanizsa község hívta meg főorvosának. 1858-ban Arad város főorvosa lett, 1860-ban a megyei kórház igazgató főorvosa is volt és 1861-től 1881. március végeig az általa alapított és nevéről nevezett magánkórházat mint igazgató-tulajdonos vezette. 1883 áprilisában főorvosi működésének 25 éves jubileuma alkalmával a Ferenc József-rend lovagkeresztjét kapta.

## Munkái
Orvostudori értekezés. A növények életéről. Pest, 1845.
Orvosi értekezései megjelentek a Magyar Orvosok és Term. Munkálataiban (XIII. 1869. A petefészek tömlő-irtás sikeres műtétele. XV. 1872. Kóresetek.), Zeitschrift für Natur u. Heilkundeban (1851. II. 16. sz. Eine geheilte Caries der Mittelfussknochen), Gyógyászatban (1869–70. 1872. 1880.), Pester Med. Chirurg. Presseben (1872. Ein Fall von Gesichts-Plastik, 1874. Ueber den Darmriss) sat. Az orvosok 14. aradi nagygyűlésén, melynek egyik titkára volt, értekezett a képző (plasticus) műtétekről és a Herkules-fürdőben tartott 16. nagygyűlésén az általa sikeresen műtett tökéletes központi gátrepedésről.
Szerkesztette a Napi Közlönyt a magyar orvosok és természetvizsgálók XV. nagygyűléséről 1871. aug. 28-tól szept. 3-ig összesen hat számot (Dr. Oláh Gyulával együtt.)